# Clara-Luise Bauer
Clara-Luise Bauer (* 1997 in Mödling) ist eine österreichische Schauspielerin.

## Leben
Clara-Luise Bauer spielte in mehreren Theaterclubs der Jungen und später der Offenen Burg des Wiener Burgtheaters. Ihr Schauspielstudium an der Kunstuniversität Graz schloss sie 2022 ab. Während des Studiums spielte sie erste Rollen, unter anderem in der ArtEZ Toneelschool Arnhem. Außerdem arbeitete sie mit Nikolaus Habjan zusammen. Anita Vulesica, die ihr Talent förderte, beschäftigte sie am Schauspielhaus Graz. 2020 war sie in Dritte Republik (Eine Vermessung) von Thomas Köck zu sehen und 2021 in der Produktion Entwurf für ein Totaltheater in der Regie von Henri Hüster für den Bundeswettbewerb deutschsprachiger Schauspielschulen.
Seit der Spielzeit 2022/23 hat Bauer ein Festengagement am Theater Baden-Baden, wo sie unter anderem in Inszenierungen von Shakespeare in love, Meister und Margarita und Macbeth mehrere Hauptrollen spielte. Am Jungen Theater spielte sie 2024 in der Aufführung Halloween die Hauptrolle. 
2022 wirkte Bauer in dem Kurzfilm Verlass mich nicht des österreichischen Regisseurs Dieter Berner mit.